# Mirco Bergamasco
Mirco Bergamasco (Padova, 23 febbraio 1983) è un ex rugbista e allenatore di rugby a 15 italiano, di ruolo utility back, vincitore di due campionati francesi con lo Stade français.
Figlio di Arturo, insieme al fratello maggiore Mauro ha costituito la rinomata coppia di fratelli che hanno vestito la maglia azzurra della nazionale negli anni duemila.
È l'unico italiano internazionale nelle tre discipline di tale sport: rugby a 15, rugby a 13 e rugby a 7; vanta 89 incontri e 256 punti nell'Italia del XV e 5 presenze e 48 punti in quella del XIII.

## Biografia
Proveniente da una famiglia di rugbisti padovani (il padre Arturo fu un flanker che disputò 4 incontri in Nazionale negli anni settanta, ed il fratello Mauro è anch'egli flanker, suo compagno di squadra in nazionale, allo Stade Français e alle Zebre), Mirco Bergamasco crebbe nella più famosa squadra cittadina, il Petrarca. Esordì in prima squadra nel 2001 (contro il Viadana,) e vi rimase per due stagioni; nel 2003 fu chiamato in Francia insieme al fratello allo Stade français, club con il quale vinse due campionati, nel 2004 e nel 2007.
Esordì in Nazionale nel corso del Sei Nazioni 2002 e disputò tutte le edizioni di tale torneo fino a quella del 2012, prendendo parte anche alle Coppe del Mondo del 2003 in Australia, del 2007 in Francia e del 2011 in Nuova Zelanda.
Nel 2010 si trasferì al Racing Métro 92 per un triennio costellato di infortuni; il più recente, quello occorsogli il 24 novembre 2012 a Firenze durante un test match dell'Italia contro l'Australia, gli costò la frattura della rotula e il resto della stagione.
Al termine del contratto, non rinnovato, Bergamasco tornò in Italia per giocare una stagione con il Rovigo, con cui perse la finale scudetto contro Calvisano nel campionato 2013-2014.
Per l'annata successiva si trasferì alle Zebre e a fine stagione, non più convocato in nazionale maggiore a 15, partecipò ad alcune tappe di rugby a 7 con la nazionale italiana nel vano tentativo di qualificarsi alle Olimpiadi di Rio. A fine contratto con le Zebre firmò nel marzo 2016 per i Sacramento Express per disputare l'unica stagione del neonato campionato statunitense Pro Rugby.
Nel settembre del 2016 fu convocato nella nazionale italiana di rugby a 13 in vista dei due incontri di qualificazione ai mondiali di rugby league del 2017. Il 22 ottobre 2016 esordì in maglia azzurra nella partita vinta 14 a 62 contro la Serbia realizzando 14 punti (7 trasformazioni).
Nel marzo 2017 esordì con il Saluzzo North West Roosters nel campionato francese di rugby a 13 DN2 di Provenza e Costa Azzurra. Ottenuta con l'Italia la qualificazione ai mondiali di rugby a 13, Bergamasco partecipò nell'autunno del 2017 alla fase finale della manifestazione in Australia. Nel gennaio 2018 annunciò il suo ritorno nel rugby a 15 firmando un contratto con il Vicenza, impegnato nella poule salvezza della serie A.

## Vita privata
Dal 2011 è sposato con Ati Safavi, giornalista e sceneggiatrice francese di origine iraniana; la coppia vive in Francia.
Bergamasco è vegano, scelta condivisa con la moglie. Nel 2015, Mirco Bergamasco ha fatto da testimonial per la campagna della Lega Anti Vivisezione (LAV) sulla promozione di uno stile di vita vegano.

## Palmarès
- Campionati francesi: 2
Stade français: 2003-04, 2006-07